# John Nicholas (Eishockeyspieler)
John Allen Nicholas (* 2. Mai 1936 in Melbourne; † 1966 ebenda) war ein australischer Eishockeyspieler. 

## Karriere
John Nicholas nahm für die australische Nationalmannschaft an den Olympischen Winterspielen 1960 in Squaw Valley teil. Mit seinem Team belegte er den neunten und somit letzten Platz. Er selbst kam im Turnierverlauf in allen sechs Spielen zum Einsatz. Auf Vereinsebene spielte er für den Blackhawks Ice Hockey Club in Melbourne.